# Estación de Vilches
Vilches es una estación ferroviaria situada en el municipio español de Vilches en la provincia de Jaén, comunidad autónoma de Andalucía. Dispone de servicios de larga y media distancia operados por Renfe.

## Situación ferroviaria
Pertenece a la línea férrea de ancho ibérico que une Alcázar de San Juan con Cádiz, punto kilométrico 295,6. Está situada a 472,07 metros de altitud, entre las estaciones de Calancha y de Vadollano. El tramo está electrificado y es de vía única.

## Historia
La estación fue abierta al tráfico el 8 de julio de 1866 con la puesta en marcha del tramo Venta de Cárdenas-Vilches de la línea que pretendía unir Manzanares con Córdoba. La obtención de la concesión de dicha línea por parte de la compañía MZA fue de gran importancia para ella dado que permitía su expansión hacia el sur tras lograr enlazar con Madrid los dos destinos que hacían honor a su nombre (Zaragoza y Alicante). Con el paso de los años en torno a las instalaciones ferroviarias se fue formando un núcleo poblacional, dependiente del municipio de Vilches, que para 1900 tenía un censo de 212 habitantes.
En 1941, tras la nacionalización de los ferrocarriles de ancho ibérico, las instalaciones pasaron a formar parte de la recién creada RENFE. 
Desde el 31 de diciembre de 2004 Renfe Operadora explota la línea mientras que Adif es la titular de las instalaciones ferroviarias.

## La estación
Se sitúa al noroeste del centro urbano. El edificio para viajeros es un sencillo edificio de planta baja y disposición lateral a las vías. Posee un andén lateral y otro central. Los cambios de uno a otro se realizan a nivel. Una marquesina metálica cubre parcialmente el andén principal desde 1990, procedente de la antigua estación de ferrocarril de Jaén.

## Servicios ferroviarios

### Larga Distancia
Los trenes de Grandes Líneas que se detienen en la estación unen Barcelona y Valencia con Sevilla y Córdoba. 

### Media Distancia
Los servicios de Media Distancia de Renfe ofrecen entre dos y tres relaciones diarias por sentido. Todos los servicios son prestados por trenes MD de Renfe.
Desde el 14 de julio de 2009, los trenes que prestan servicio son del modelo R-449 de Renfe, que sustituyeron a los R-470 que venían utilizándose durante más de 30 años.
Aparte de los ya mencionados trenes de la serie R-449, en alguna ocasión circula la precedente serie 470 y excepcionalmente trenes S-121.
Puede descargarse el horario de la estación en este enlace.